# جورج هاو (مهندس معماري)
جورج هاو (بالإنجليزية: George Howe)‏ هو مهندس معماري أمريكي، ولد في 1886 في ماساتشوستس في الولايات المتحدة، وتوفي في 1955.